# Fabián Robles
Carlos Fabián López González (León, Guanajuato; 16 de abril de 1974), mais conhecido como Fabián Robles, é um ator mexicano.
Iniciou sua carreira em 1994 ao participar da telenovela El vuelo del águila. Normalmente seus papéis são como vilão em produções como: Primer amor... a mil por hora, Muchachitas como tú e Al diablo con los guapos.

## Telenovelas
- Mi camino es amarte (2022-2023) - Aarón Peláez Roldán
- Amor dividido (2022) - Kevin Hernández
- Y mañana será otro día (2018) - Adrián Sarmiento Bedolla
- Por amar sin ley (2018) - Sr. Pérez
- En tierras salvajes (2017) - Víctor Tinoco
- La candidata (2016-2017) - José
- Que te perdone Dios (2015) - Julio  Acosta / Julian Acosta Montero
- La malquerida (2014) - Braulio "El Rubio" Jiménez
- Mentir para vivir (2013) - Piero Verástegui
- Correo de inocentes (2011-2012) - Paulino
- La que no podía amar (2011-2012) - Efraín Ríos
- Soy tu dueña (2010) - Dr. Felipe Santiago
- Mañana es para siempre (2009) - Vladimir Pinheiro
- Al diablo con los guapos (2007-2008) - Rigoberto
- Muchachitas como tú (2007) - Federico Cantú
- La verdad oculta (2006) - Roberto Zárate
- Contra viento y marea (2005) - Jerónimo
- Apuesta por un amor (2004-2005) - Álvaro Montaño
- Amy, la niña de la mochila azul (2004) - Bruno Cervantes
- Clase 406 (2002-2003) - Giovanni Ferrer Escudero
- Entre el amor y el odio (2002) - José Alfredo Moreno Ortiz
- Primeiro amor... a mil por hora (2000-2001) - Santiago García "Iguana"
- Tres mujeres (1999-2000) - Ángel Romero / José Ángel Belmont
- Amada enemiga (1997) - Marcos
- Te sigo amando (1996) - Óscar
- La antorcha encendida (1996) - José
- Lazos de amor (1995-1996) - Geno
- Bajo un mismo rostro (1995) - Teo
- El vuelo del águila (1994) - Porfirio Díaz (jovem)